# 양양 (1977년)
양양(중국어 간체자: 杨阳, 정체자: 楊陽, 병음: Yáng Yáng, 한자음: 양양, 1977년 9월 14일 ~ )은 중화인민공화국의 쇼트트랙 선수이다.
후이족 출신이며, 지린성 창춘시에서 태어났다. 그와 한자는 다르지만 발음과 로마자 표기가 같은 양양 (A)(楊揚)와 구별하기 위해 이름 뒤에 S를 붙이기도 한다. 이름 뒤에 붙는 S는 양양이 태어난 달인 9월(September)의 앞글자를 딴 것이다. 양양A와 함께 국제 무대에서 좋은 성적을 냈다. 1994년 동계 올림픽에 참가했으며, 1998년 동계 올림픽에서는 당시 여자부에 걸린 3종목(500m, 1000m, 계주) 모두 은메달을 땄다. 2002년 동계 올림픽에서 계주 은메달, 1000m 동메달을 딴 후 은퇴했다.